# Tuszyn (Neder-Silezië)
Tuszyn is een plaats in het Poolse district  Dzierżoniowski, woiwodschap Neder-Silezië. De plaats maakt deel uit van de gemeente Dzierżoniów en telt 330 inwoners.